# Széleslevelű gyékény
A széleslevelű gyékény vagy bodnározó gyékény (Typha latifolia) az egyszikűek (Liliopsida) osztályának perjevirágúak (Poales) rendjébe, ezen belül a gyékényfélék (Typhaceae) családjába tartozó faj.

## Előfordulása
A széleslevelű gyékény mindenhol megtalálható, és az északi mérsékelt övben sok helyütt gyakori. Ausztráliában és Polinéziában is előfordul - bár nagy valószínűséggel betelepítés által, ezzel szemben Afrika déli részén hiányzik. A dél-amerikai Andokon 1680 méteres tengerszint feletti magasságban is megtalálható.

## Megjelenése
A széleslevelű gyékény 100-200 centiméter magas, kúszó gyöktörzsű, évelő növény. A virágzati szár mereven felálló. A szürkészöld, tőállású levelek 10-20 milliméter szélesek, hosszúságuk elérheti a 3 métert, a virágzat magasságát többnyire meghaladják. A virágok egyivarúak, egymás fölött elhelyezkedő, többé-kevésbé egymáshoz érő, 15-20 centiméter hosszú és 15-25 milliméter széles torzsavirágzatokban fejlődnek. A porzós virágok a felső torzsában találhatók, 3 porzóval és elálló szőrkoszorúval. A porzós virágzatot virágzás idején az aranysárga virágpor valósággal bepúderezi. A termős virágok az alsó torzsában vannak, szőrkoszorúkkal és hosszú bibeszálú, nyeles magházzal. A bibék a szőrkoszorúkból kiemelkednek. A termős virágzat először fényes zöld, majd később a bibék sötétbarnára változnak, így megadják a termős torzsa jellegzetes sötét színét.

## Életmódja
A széleslevelű gyékény tápanyagban gazdag álló- és lassan folyó vizek partján olykor 2 méter vízmélységig állományalkotó. Mocsarakban, vizesárkokban, nádasokban is előfordul, a vízpartok feltöltésében nagy szerepet játszó növények egyik tipikus képviselője. A virágzási ideje július–augusztus között van.

## Felhasználhatósága
A széleslevelű gyékény sokféle célra használható. Mivel a növény termős torzsavirágzata igen mutatós, szárazkötészeti összeállítások régóta kedvelt része. A leveleket hordódongák réseinek tömítésére használják, régebben pedig a szárak tetőfedésre is szolgáltak. A levélrostok a juta pótlására, valamint a kenderhez és a lenhez töltőanyagnak alkalmasak. A termés puha gyapját vattaként, valamint matracok és párnák tömésére is alkalmazták. Még a keményítőben gazdag gyöktörzsét is felhasználták: megfőzve fogyasztották, megpörkölve pedig kávépótlóként itták.

## Hibridjei
- Typha × argoviensis Hausskn. ex Asch. & Graebn. = Typha latifolia L. × ezüstös gyékény (Typha shuttleworthii) W.D.J.Koch & Sond.
- Typha × smirnovii Mavrodiev

## Hasonló faj
A keskenylevelű gyékény (Typha angustifolia) valamivel kisebb termetű, levelei legfeljebb 10 milliméter szélesek, a porzós és a termős barka egymástól 2-4 centiméternyire elkülönült, az utóbbi mintegy 15 milliméter vastag.

## Képek

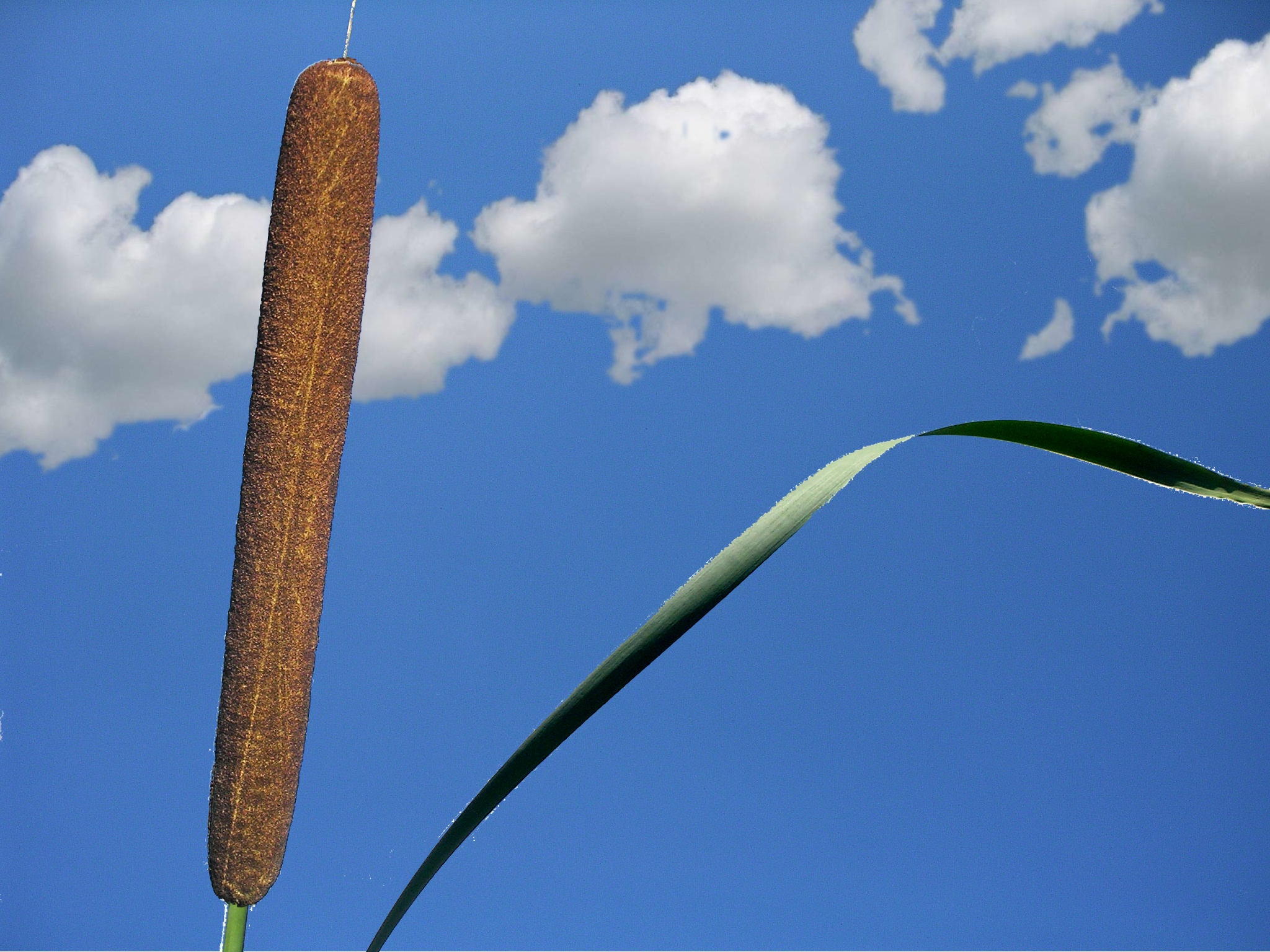
Virágzatai
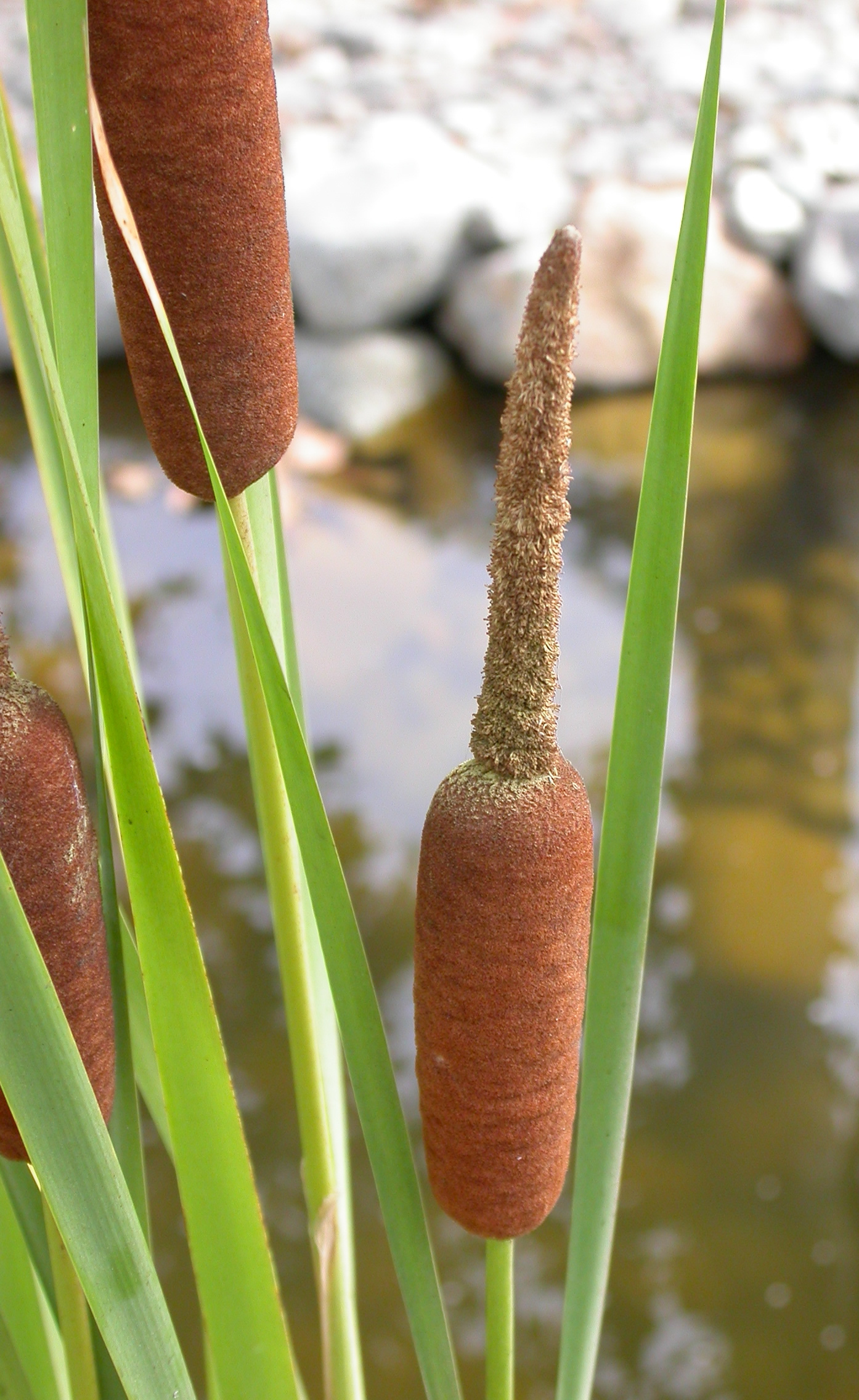
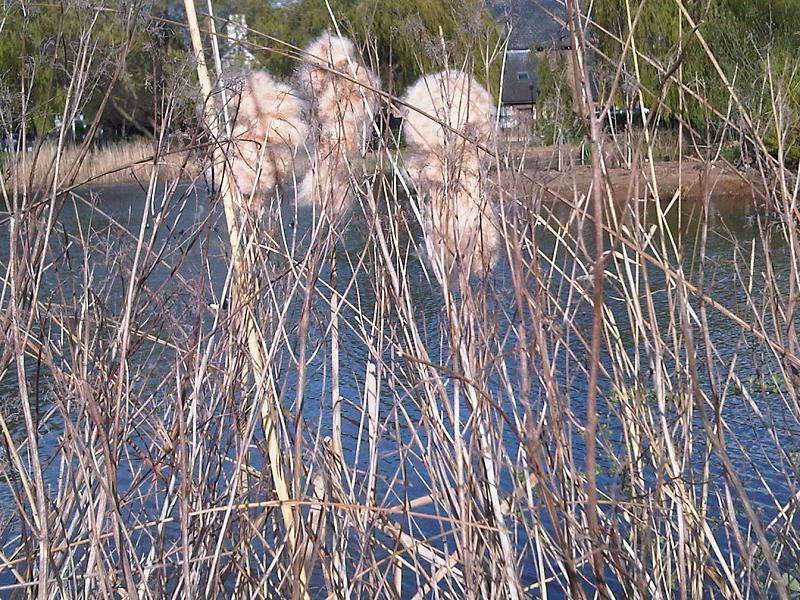
Elvirágzott széleslevelű gyékény szárak
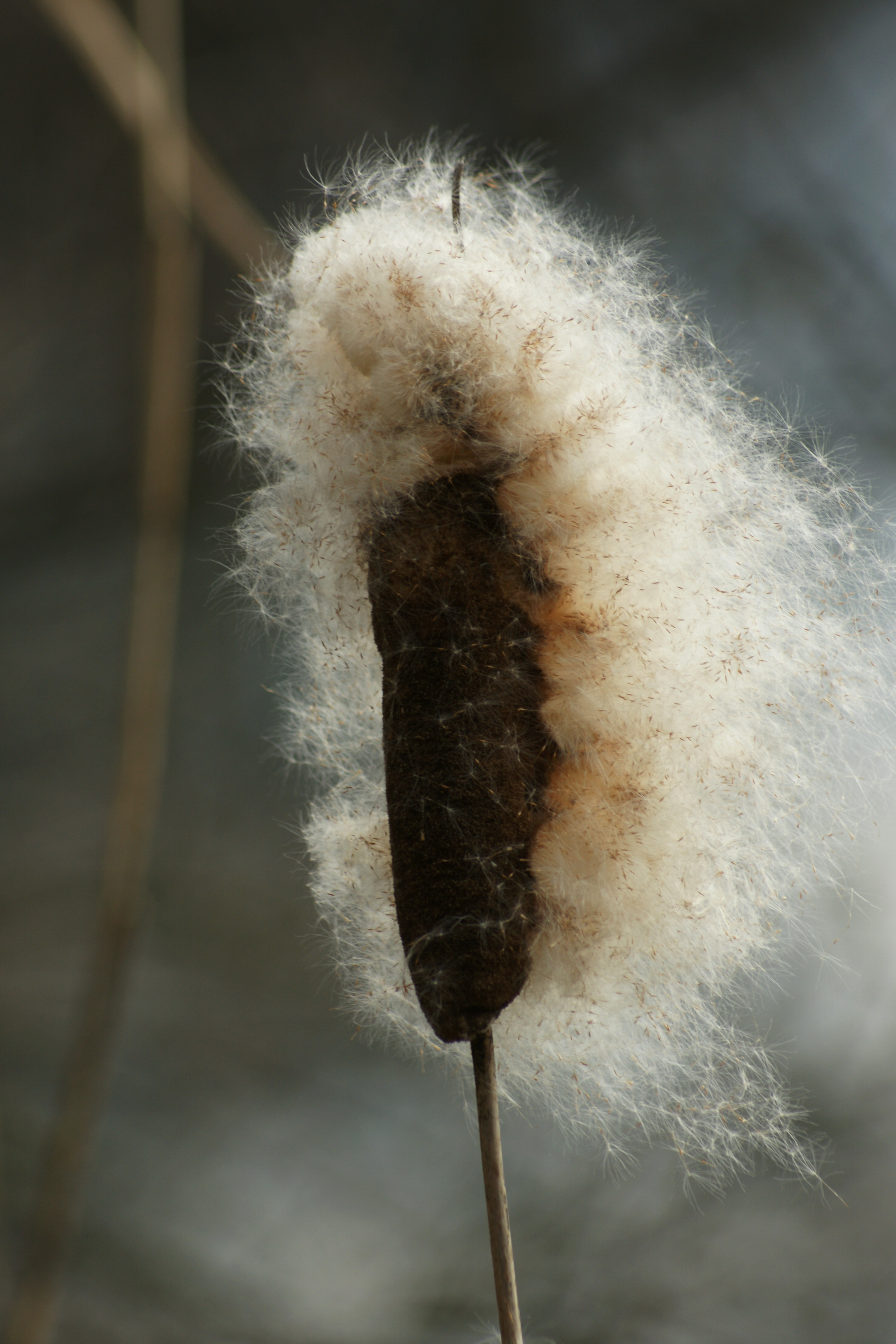
Virágzata elnyílva
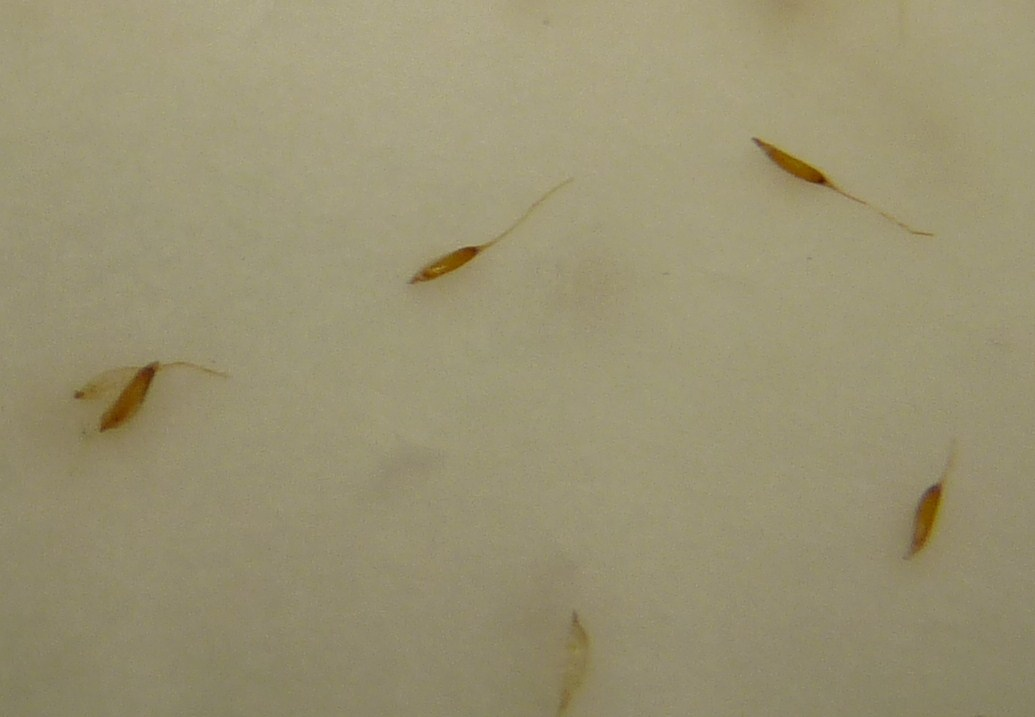
Magvai
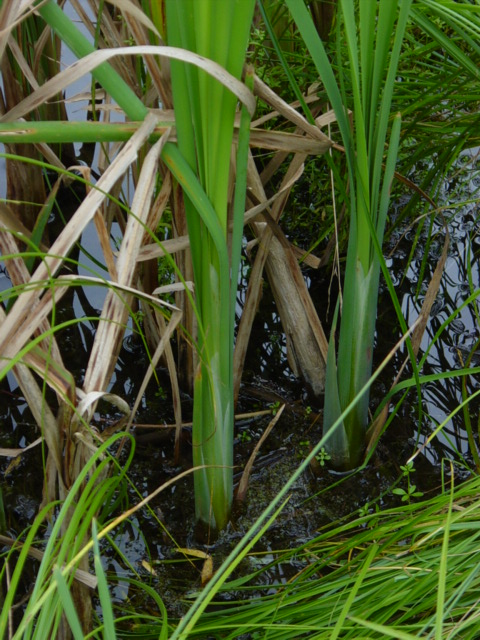
Szárát körülvevő levelei
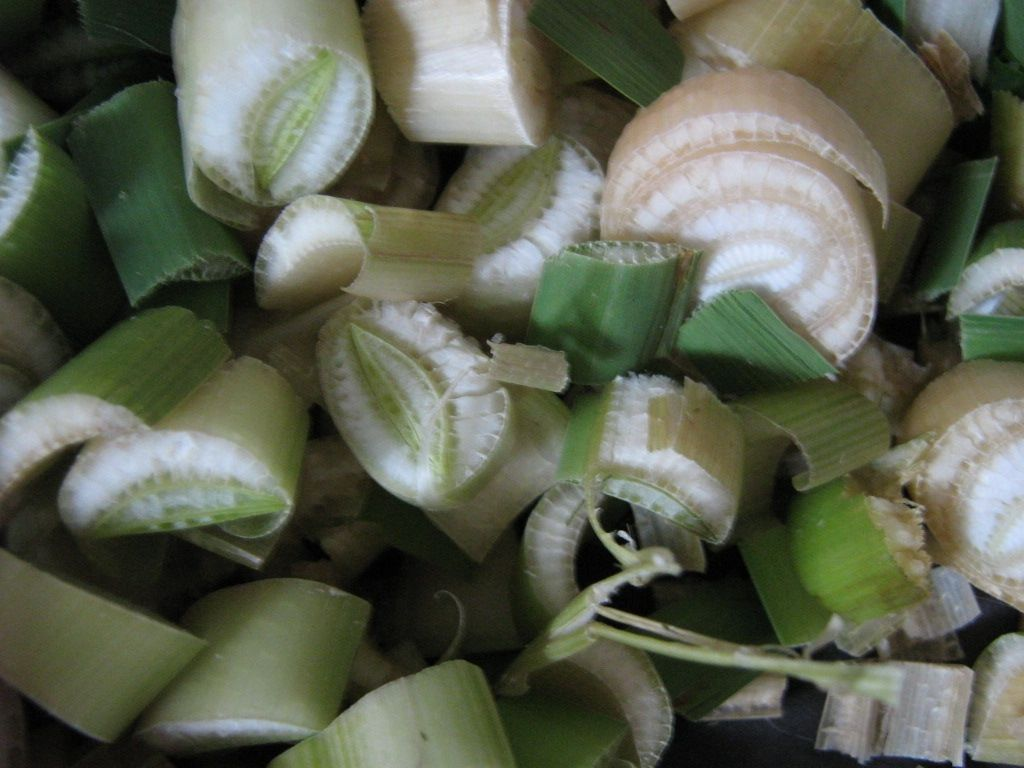
Szárának keresztmetszetei
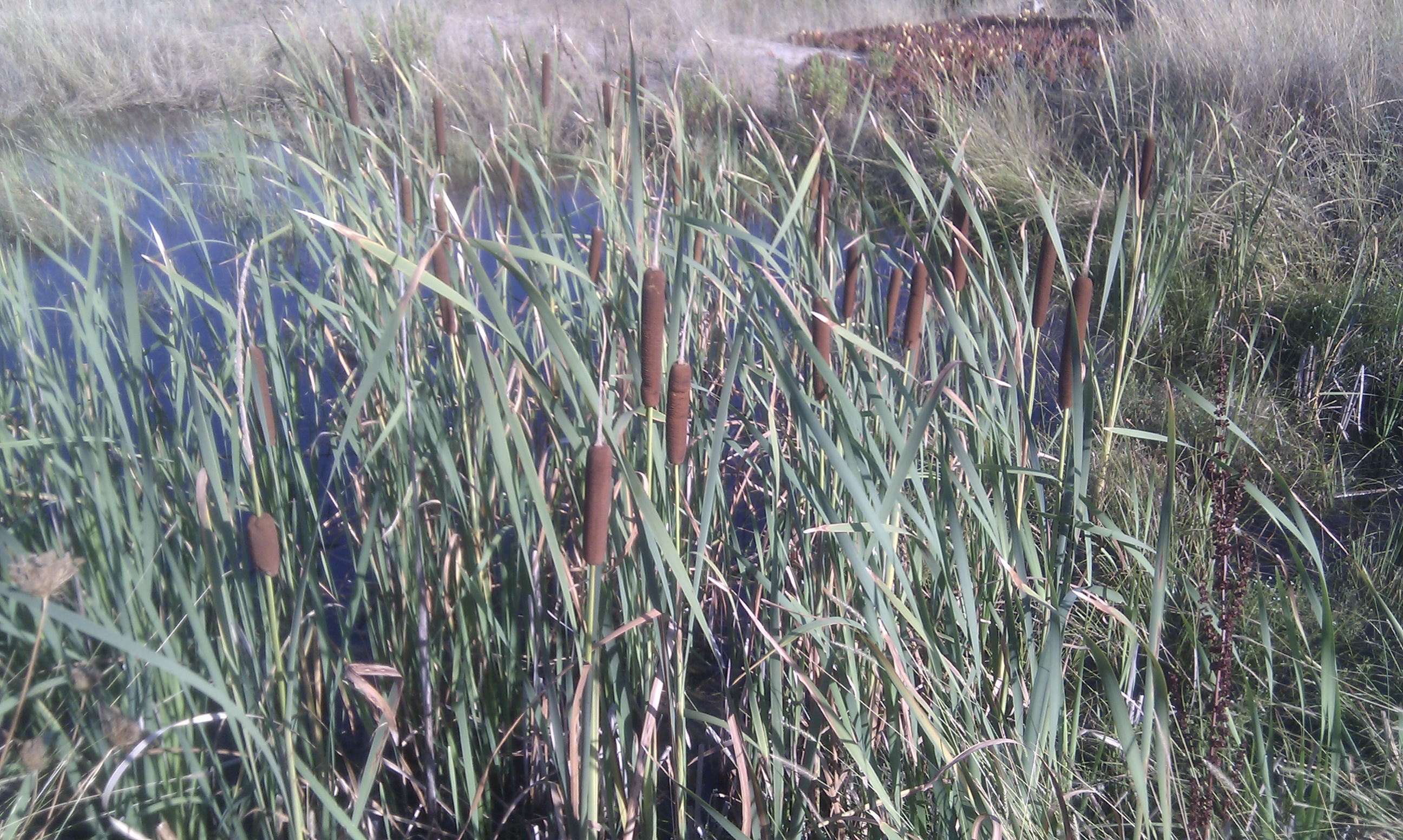
Gyékényesek
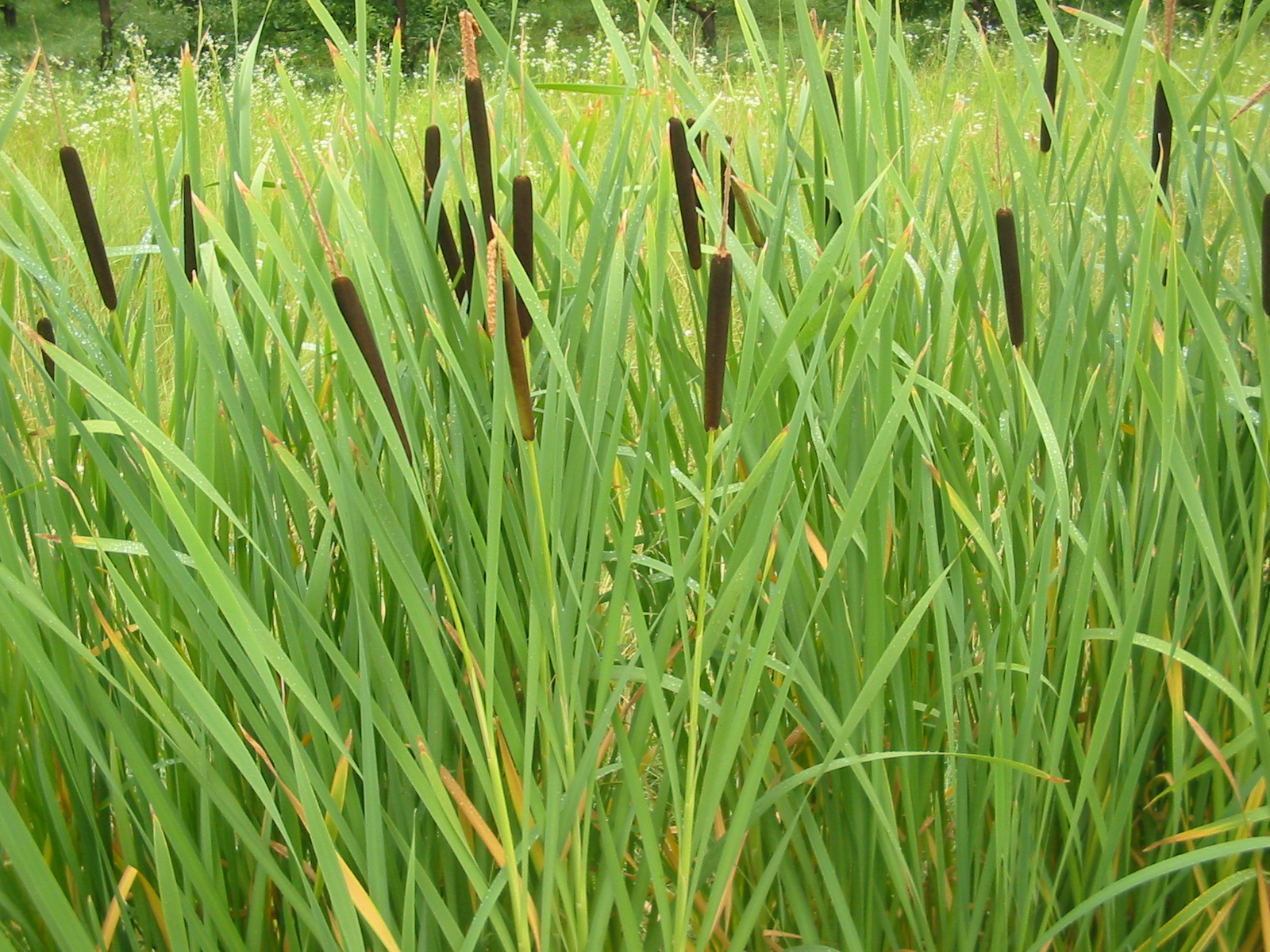
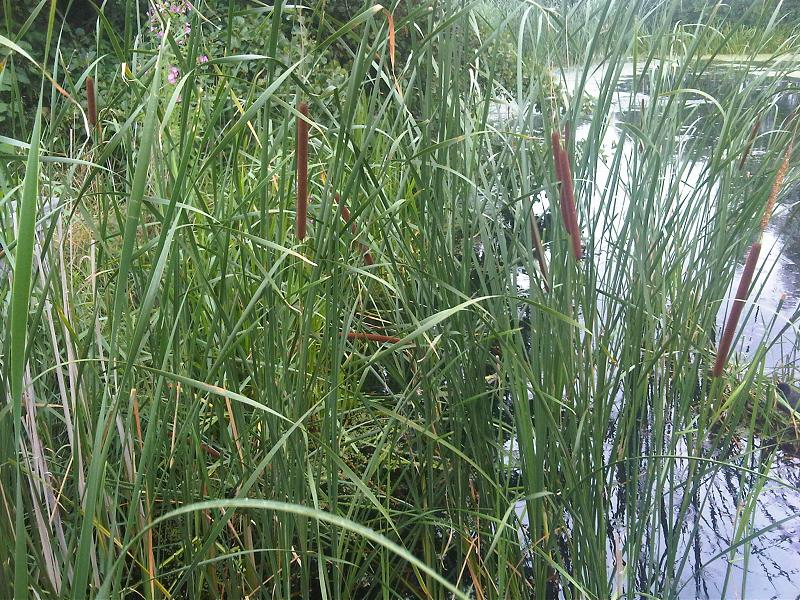
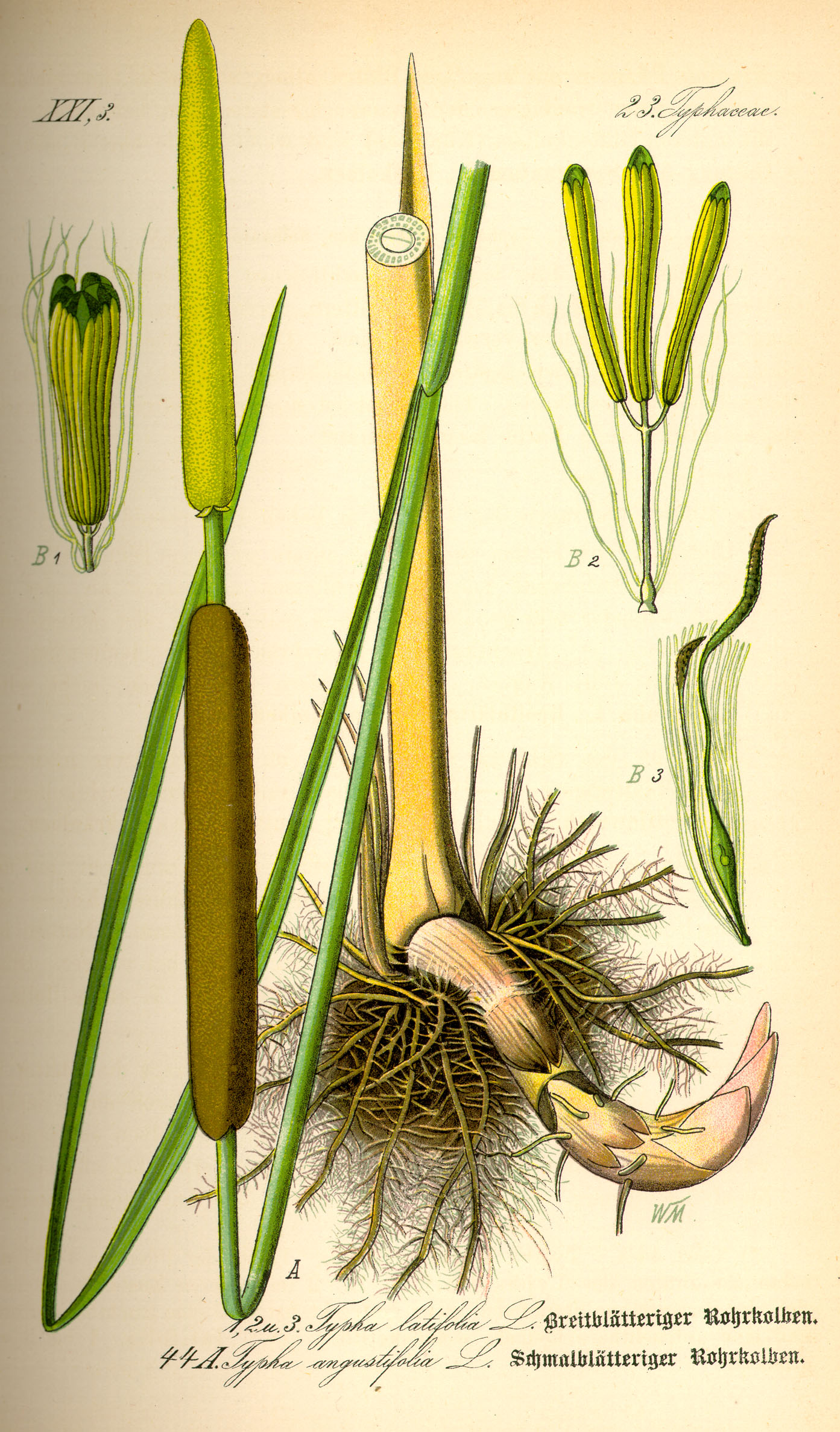
Rajzok a növényről
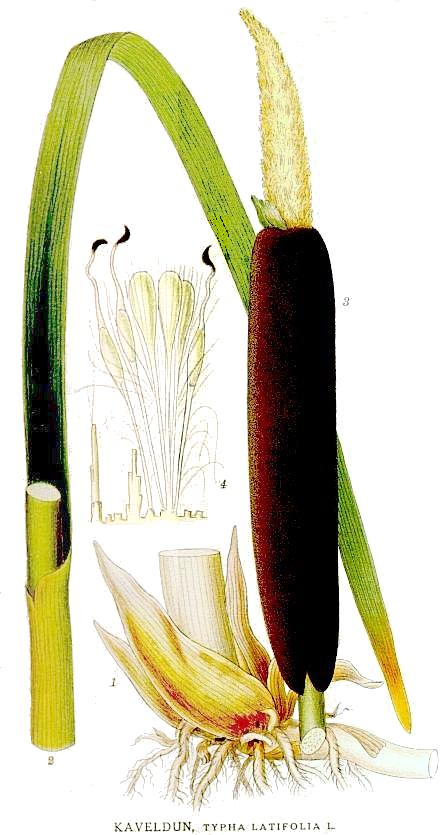